# کوین جوناس
 پل کوین جوناس (انگلیسی: Kevin Jonas؛ زاده ۵ نوامبر ۱۹۸۷) . خواننده، گیتاریست و ترانه‌سرای اهل ایالات متحده آمریکا است.معروفیت او به دلیل بازی در فیلم کمپ راک و عضویت در گروه جوناس برادرز است. کوین در سال 2009 با دوست دوران بچگی خود دانیل ازدواج کرد.